# Pixar
Pixar Animation Studios (/ˈpɪksɑːr/) là hãng phim hoạt hình nổi tiếng của Hoa Kỳ có trụ sở chính tại Emeryville, California. Pixar được biết đến với những phim hoạt hình 3D dùng công nghệ tạo hình máy tính (computer-generated imagery, CGI) được thiết kế bằng PhotoRealistic RenderMan, phần mềm kết xuất đồ họa của riêng hãng, chuyên dùng để tạo nên những hình ảnh chất lượng cao. Pixar được thành lập vào năm 1979 dưới dạng một nhóm chuyên phụ trách đồ họa thuộc bộ phận máy tính của hãng Lucasfilm trước khi tách ra thành công ty riêng vào năm 1986 dưới sự đầu tư của đồng sáng lập hãng Apple Steve Jobs, người trở thành cổ đông chính của hãng. Công ty Walt Disney mua lại Pixar vào năm 2006 với giá 7.4 tỷ đô la, giúp Jobs trở thành cổ đông lớn nhất của hãng Disney.
Luxo Jr., nhân vật trong bộ phim hoạt hình đầu tiên của Pixar, Luxo Jr., là linh vật của hãng phim.
Pixar đã sản xuất 25 bộ phim hoạt hình dài, bắt đầu với Câu chuyện đồ chơi (1995) và gần đây nhất là Gấu đỏ biến hình. Tất cả các bộ phim khi ra mắt đều nhận được điểm số tối thiểu là "A-" trên hệ thống đánh giá CinemaScore, biểu thị sự phản hồi tích cực từ phía người xem. Hãng phim cũng sản xuất một số phim hoạt hình ngắn. Tính đến tháng 4 năm 2016, các bộ phim dài của hãng đã thu về hơn 9,6 tỷ đô la, với trung bình là 605 triệu đô la trên toàn cầu cho mỗi phim. Ba bộ phim Đi tìm Nemo (2003), Câu chuyện đồ chơi 3 (2010), Những mảnh ghép cảm xúc (2015) nằm trong top 50 phim có doanh thu cao nhất mọi thời đại. Mười ba phim của Pixar nằm trong top 50 phim hoạt hình có doanh thu cao nhất, trong đó Câu chuyện đồ chơi 3 đứng ở vị trí thứ 3, với doanh thu hơn 1 tỷ đô la toàn cầu.
Hãng phim đã nhận được 15 giải Oscar, 7 giải Quả cầu vàng và 11 giải Grammy Award, bên cạnh rất nhiều các giải thưởng và sự ghi nhận khác. Từ khi giải Oscar cho phim hoạt hình hay nhất ra đời vào năm 2001, phần lớn các phim của Pixar nhận được đề cử, với 11 chiến thắng: Đi tìm Nemo (2003), Gia đình siêu nhân (2004), Chú chuột đầu bếp (2007), Robốt biết yêu (2008), Vút bay (2009), Câu chuyện đồ chơi 3 (2010), Công chúa tóc xù (2012),  Những mảnh ghép cảm xúc (2015), Coco (phim 2017) (2017), Câu chuyện đồ chơi 4 (2019), Cuộc sống nhiệm màu (2020). Công ty quái vật (2001),  Vương quốc xe hơi (2006), Gia đình siêu nhân 2 (2018), Truy tìm phép thuật (2020), Mùa hè của Luca (2021) là năm phim chỉ nhận được đề cử. Vút bay và Câu chuyện đồ chơi 3 là phim hoạt hình thứ 2 và thứ 3 được đề cử Oscar cho hạng mục phim hay nhất (bộ phim đầu tiên là Người đẹp và quái vật). Ngày 6 tháng 9 năm 2009, các nhà làm phim của Pixar là John Lasseter, Brad Bird, Pete Docter, Andrew Stanton, và Lee Unkrich được vinh danh tại liên hoan phim Venice với giải thưởng Sư tử vàng dành cho Thành tựu trọn đời. Giải thưởng được trao bởi nhà sáng lập hãng Lucasfilm George Lucas.

## Lịch sử

### 1979 - 1986: Thời kỳ đầu tại Lucasfilm
Pixar ban đầu khi mới thành lập có tên là The Graphic Group, một phần của bộ phận máy tính bắt đầu hoạt động vào năm 1979 của hãng Lucasfilm, sau khi tiến sĩ Ed Catmull được tuyển dụng từ New York Institute of Technology (NYIT), nơi ông quản lý phòng nghiên cứu đồ họa máy tính (CGL). Tại NYIT, các nhà nghiên cứu đi tiên phong trong rất nhiều kỹ thuật của nền tảng đồ họa máy tính - cụ thể là việc phát minh ra "alpha channel" (bởi Catmull và Alvy Ray Smith) và sản xuất bộ phim thử nghiệm The Works bởi CGL vài năm sau đó. Sau khi chuyển đến Lucasfilm, nhóm nghiên cứu tạo ra tiền thân của RenderMan có tên là REYES (viết tắt của "renders everything you ever saw"); và phát triển một số công nghệ quan trọng cho đồ họa máy tính - bao gồm "hiệu ứng hạt" và nhiều công cụ để tạo các hoạt ảnh.
Vào năm 1982, nhóm bắt đầu hợp tác với Industrial Light & Magic để tạo ra các thước phim có dùng hiệu ứng đặc biệt. Sau nhiều năm nghiên cứu cùng các bước đột phá về kỹ xảo trong các phim như Star Trek II: The Wrath of Khan và Young Sherlock Holmes,, đội ngũ gồm 40 người tách ra thành lập công ty riêng vào tháng 2 năm 1986 và nhận được đầu tư từ Steve Jobs, một thời gian ngắn sau khi ông rời công ty máy tính Apple. Jobs trả 5 triệu đô la tiền bản quyền công nghệ cho George Lucas và đầu tư 5 triệu đô tiền vốn vào công ty. Một nhân tố tác động đến vụ mua bán là việc Lucas gặp khó khăn về tài chính sau khi ly dị vào năm 1983, trùng hợp với sự giảm sút lợi nhuận đột ngột của bản quyền phim Star Wars sau khi ra mắt Return of the Jedi. Công ty mới được thành lập tại California với tên Pixar, điều hành bởi Ed Catmull và Alvy Ray Smith. Steve Jobs giữ vai trò chủ tịch ban quản trị.

### 1986 - 1995: Chuyển hướng sang lĩnh vực hoạt hình

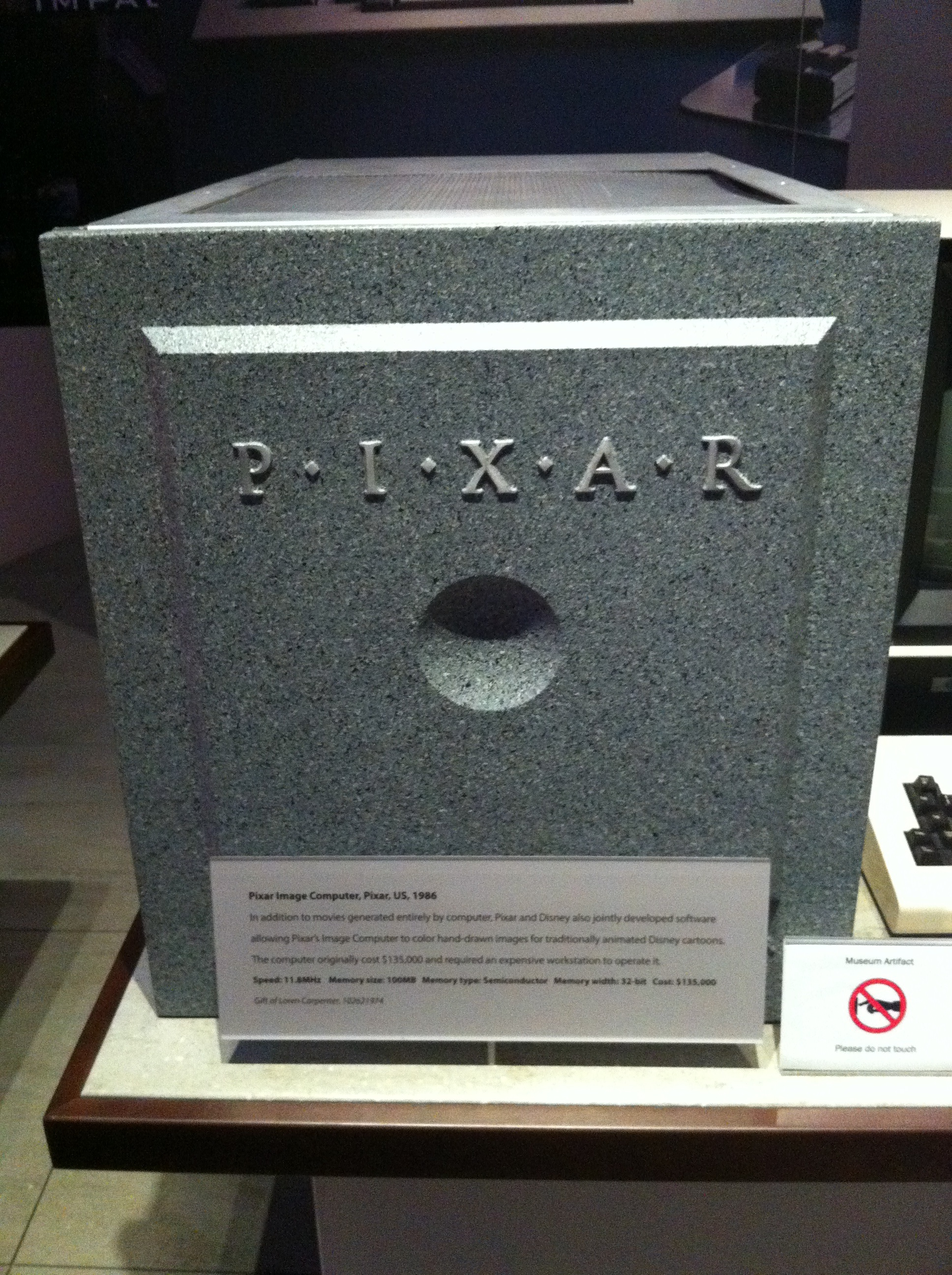
Hình ảnh chiếc máy tính Pixar tại Bảo tàng lịch sử máy tính với logo trong giai đoạn 1986-1995 của hãng.

Ban đầu, Pixar là một công ty phần cứng máy tính với sản phẩm chủ chốt là chiếc máy tính chuyên thiết kế đồ họa Pixar, bán chủ yếu cho các cơ quan chính phủ và trung tâm y tế cộng đồng. Công ty Walt Disney cũng mua sản phẩm này như là một phần trong dự án bí mật CAPS - sử dụng các thiết bị và phần mềm chuyên biệt viết bởi Pixar để biến các công đoạn vẽ mực và tô màu tốn thời gian trong quá trình sản xuất hoạt hình 2D trở nên tự động hóa hơn, từ đó đem lại hiệu quả lớn hơn. Số lượng máy tính Pixar bán được không lớn. Để tăng sức mua, một nhân viên của Pixar là John Lasseter - người chuyên tạo ra các đoạn hoạt hình ngắn, như Luxo Jr., để trình diễn khả năng của chiếc máy tính - đã công chiếu các sản phẩm của mình trước công chúng tại SIGGRAPH, hội nghị lớn nhất trong ngành công nghiệp đồ họa máy tính.
Doanh số bán hàng nghèo nàn của những chiếc máy tính khiến cho Pixar lâm vào nguy cơ phá sản. Jobs đầu tư thêm tiền, đổi lấy tỷ lệ cổ phần ngày một tăng cho đến khi ông sở hữu toàn bộ công ty với mức đầu tư tổng cộng là 50 triệu đô sau vài năm. Bộ phận hoạt hình của Lasseter bắt đầu sản xuất các quảng cáo sử dụng hoạt hình máy tính cho các công ty bên ngoài. Những thành công ban đầu bao gồm các chiến dịch quảng cáo cho Tropicana, Listerine và Life Savers. Vào tháng 4 năm 1990, Pixar bán mảng phần cứng, bao gồm tất cả công nghệ phần cứng và phần mềm hình ảnh độc quyền, cho Vicom Systems, và chuyển giao 18 trong số gần 100 nhân viên. Pixar chuyển từ San Rafael đến Richmond, California trong cùng năm. Trong giai đoạn này, Pixar vẫn duy trì mối quan hệ thành công với Walt Disney Feature Animation, hãng phim có công ty mẹ sẽ trở thành đối tác quan trọng nhất của nó sau này. Năm 1991, sau một khởi đầu khó khăn khi 30 nhân viên ở bộ phận máy tính của công ty bị sa thải (bao gồm cả chủ tịch công ty, Chuck Kolstad) khiến cho số lượng nhân viên giảm xuống chỉ còn 42 người, gần với số lượng thành viên ban đầu, Pixar ký hợp đồng trị giá 26 triệu đô với Disney để sản xuất 3 bộ phim hoạt hình dài bằng máy tính, với bộ phim đầu tiên là Câu chuyện đồ chơi. Vào thời điểm đó, các lập trình viên đã tạo ra RenderMan và CAPS cùng bộ phận hoạt hình của Lasseter là tất cả những gì còn lại của Pixar.

### 1995 - 2003: Phát hành phim độc quyền với Disney

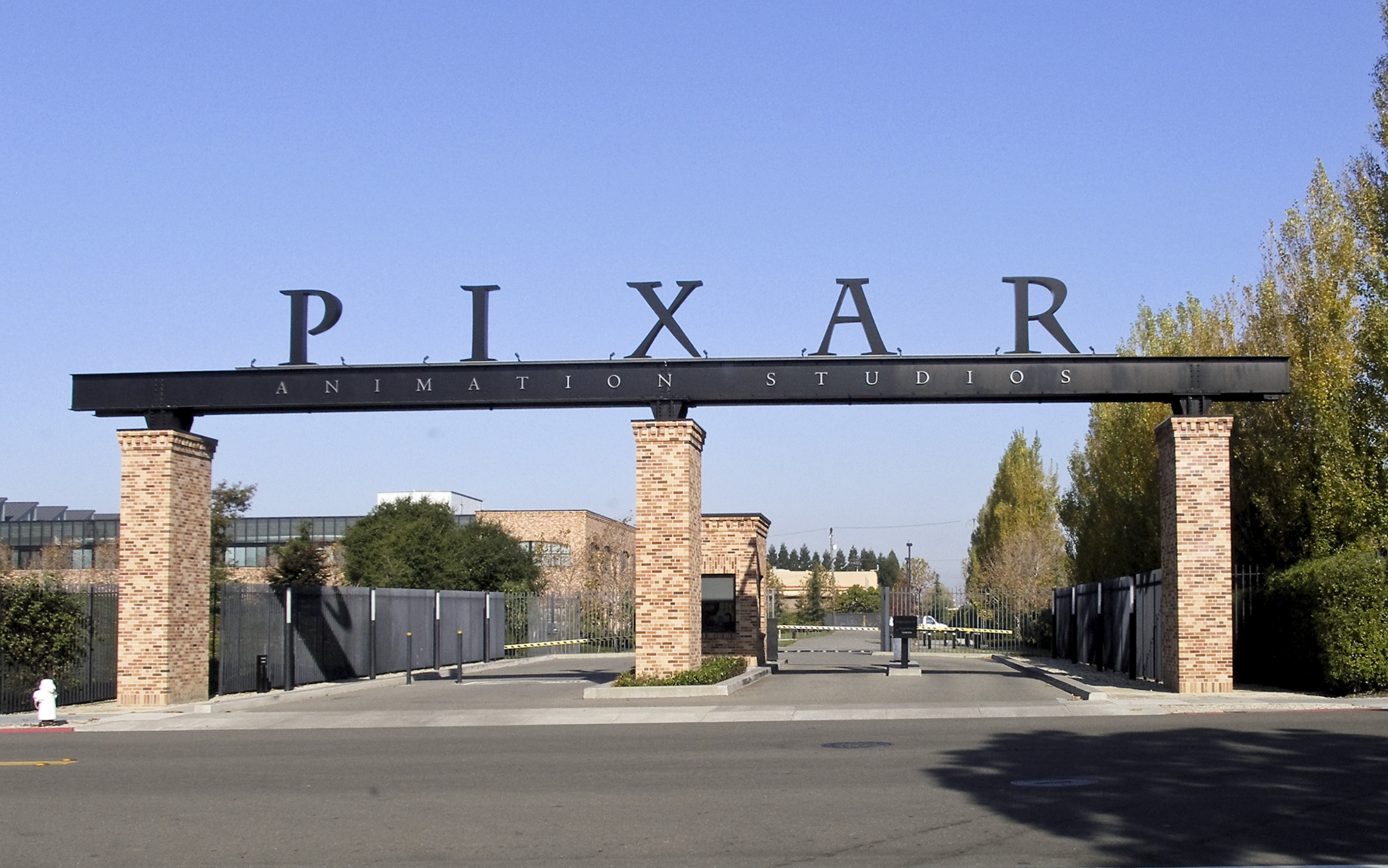
Trụ sở chính của Pixar tại Emeryville, được khánh thành vào tháng 11 năm 2000

Bất chấp khoản thu đến từ các sản phẩm hoạt hình, công ty vẫn thua lỗ và Jobs, đang là chủ tịch ban quản trị và toàn quyền sở hữu công ty, luôn cân nhắc việc bán nó. Đến cuối năm 1994, Jobs dự tính bán Pixar cho các công ty khác, trong đó có Microsoft. Chỉ sau khi biết được từ các nhà phê bình tại New York rằng Câu chuyện đồ chơi chắc chắn sẽ thành công và xác nhận việc Disney sẽ phát hành bộ phim vào dịp Giáng Sinh năm 1995, Steve Jobs mới quyết định sẽ cho Pixar thêm một cơ hội nữa. Ông cũng lần đầu tiên nắm lấy vị trí lãnh đạo thực sự tại công ty bằng việc trở thành giám đốc điều hành. Bộ phim ra mắt và đạt doanh thu hơn 361 triệu đô la trên toàn cầu. Sau đó cùng năm, Pixar tiến hành đợt IPO vào ngày 9 tháng 11 năm 1995 với giá trị 22 đô la một cổ phiếu.
Trong những năm 1990 và 2000, Pixar dần dần phát triển Pixar Braintrust, quy trình phát triển sáng tạo của hãng, cho phép tất cả các đạo diễn, biên kịch và các nghệ sĩ storyboard chủ chốt làm việc tại hãng có thể xem xét các dự án của nhau và đưa ra các ghi chú khách quan (từ chuyên ngành để chỉ sự phê bình mang tính xây dựng). Quy trình Braintrust hoạt động dưới triết lý của một "xưởng phim được định hướng bởi các nhà làm phim", nơi mà các nhà sáng tạo giúp đỡ lẫn nhau để phát triển bộ phim của họ thông qua một quy trình gần giống với sự đánh giá ngang hàng, ngược lại với phương pháp truyền thống của Hollywood là "xưởng phim được định hướng bởi các nhà sản xuất", nơi mà các đạo diễn bị giám sát chặt chẽ bởi các yêu cầu bắt buộc từ hệ thống các quản lý phát triển phía trên nhà sản xuất. Theo Catmull, quy trình này đã phát triển dần dần mối quan hệ làm việc giữa Lasseter, Stanton, Docter, Unkrich, and Joe Ranft khi sản xuất Câu chuyện đồ chơi.
Với sự thành công của Câu chuyện đồ chơi, Pixar xây dựng trụ sở mới ở Emeryville, khánh thành vào tháng 11 năm 2000.

### 2003 - 2006: Mâu thuẫn trong hợp đồng phát hành phim với Disney
Giữa Pixar và Disney xảy ra bất đồng sau quá trình sản xuất Câu chuyện đồ chơi 2. Ban đầu được dự định phát hành dưới dạng video (do vậy không nằm trong thỏa thuận phát hành 3 phim hoạt hình dài giữa hai hãng), bộ phim cuối cùng được nâng cấp lên phiên bản để ra mắt tại rạp. Pixar yêu cầu bộ phim sẽ được tính vào thỏa thuận nhưng bị Disney từ chối. Mặc dù đem lại lợi nhuận cho cả hai bên, Pixar sau đó phàn nàn rằng thỏa thuận trên là không công bằng. Pixar chịu trách nhiệm sản xuất, trong khi Disney quản lý việc marketing và phân phối. Lợi nhuận và chi phí sản xuất được chia 50-50 nhưng Disney sở hữu độc quyền toàn bộ cốt truyện và các sản phẩm ăn theo, đồng thời cũng thu cả phí phát hành. Việc mất đi quyền lợi với toàn bộ cốt truyện và các sản phẩm ăn theo có lẽ là khía cạnh gây khó khăn nhất cho Pixar và tạo tiền đề cho mối quan hệ tranh cãi.
Hai công ty nỗ lực tiến tới một thỏa thuận mới vào đầu năm 2004. Thỏa thuận mới dự tính chỉ liên quan đến việc phân phối, do Pixar có ý định sẽ tự kiểm soát việc sản xuất và quyền sở hữu của các bộ phim. Hãng cũng muốn tự đầu tư cho các bộ phim và thu toàn bộ lợi nhuận, chỉ trả cho Disney từ 10 đến 15 phần trăm phí phát hành. Quan trọng hơn, như một phần của bất cứ thỏa thuận phân phối nào với Disney, Pixar đề nghị quyền kiểm soát các phim đang được sản xuất dưới thỏa thuận cũ, bao gồm Gia đình siêu nhân và Vương quốc xe hơi. Disney cho rằng các điều kiện này là không thể chấp nhận, nhưng Pixar không nhượng bộ.
Bất đồng giữa Steve Jobs với chủ tịch và CEO của Disney là Michael Eisner khiến cho các cuộc đàm phán trở nên khó khăn hơn. Chúng thất bại hoàn toàn vào giữa năm 2004, với việc Jobs tuyên bố rằng Pixar đang tìm kiếm với đối tác khác ngoài Disney. Mặc dù vậy, Pixar không hề đàm phán với nhà phân phối nào khác. Thêm vào đó, Eisner thông báo việc Disney lập ra một hãng hoạt hình đồ họa mới có tên là Circle 7 Animation, với mục tiêu là sản xuất Câu chuyện đồ chơi 3. Để chuẩn bị cho khả năng ngừng hợp tác giữa Disney và Pixar, Jobs thông báo vào cuối năm 2004 rằng Pixar sẽ không ra mắt phim vào thời điểm cuối năm như thường lệ của Disney nữa, thay vào đó là khoảng thời gian đầu hè có lợi nhuận cao hơn. Điều này cũng cho phép Pixar phát hành đĩa DVD các phim của họ trong mùa mua sắm Giáng sinh. Một lợi ích nữa trong việc hoãn phát hành Vương quốc xe hơi đó là giúp kéo dài thời gian hợp đồng còn lại giữa Pixar và Disney để quan sát xem vấn đề giữa hai công ty sẽ diễn biến ra sao.
Sau một thời gian dài gián đoạn, các cuộc thương lượng giữa hai bên được tiếp tục sau khi Eisner rời khỏi Disney vào tháng chín 2005. Giám đốc điều hành mới của Disney, thay vì một thỏa thuận phát hành phim, đã đưa ra đề nghị mua lại Pixar. Trong khoảng thời gian chờ đợi, hai bên ký kết một hợp đồng đặc biệt cho việc ra mắt bộ phim Chú chuột đầu bếp vào năm 2007. Bản hợp đồng này sẽ có hiệu lực trong trường hợp vụ mua lại thất bại, để đảm bảo rằng Chú chuột đầu bếp vẫn được phát hành bởi Disney. Không giống với các thỏa thuận cũ, thỏa thuận mới cho phép Pixar giữ quyền sở hữu đối với Chú chuột đầu bếp và Disney chỉ nhận được tiền phí phát hành. Tuy vậy, thương vụ mua lại Pixar của Disney được hoàn tất khiến cho bản hợp đồng không bao giờ được thực hiện.

### 2006 - nay: Bị thâu tóm bởi Disney
Disney cuối cùng đồng ý mua Pixar với giá xấp xỉ 7.4 tỷ đô la thanh toán bằng cổ phiếu. Sau sự chấp thuận của các cổ đông của Pixar, việc mua bán hoàn tất vào ngày 5 tháng 5 năm 2006. Cổ đông của Pixar nhận được 2.3 cổ phiếu của Disney cho mỗi cổ phiếu tương ứng tại Pixar. Vụ trao đổi này biến Steve Jobs, cổ đông lớn nhất của Pixar với 50,1% cổ phần, trở thành cổ đông cá nhân lớn nhất của Disney với 7% cổ phần cùng một vị trí trong ban giám đốc. Số lượng cổ phiếu mới của Jobs vượt trội so với lượng cổ phiếu của CEO cũ của Disney Michael Eisner, cổ đông cá nhân lớn nhất trước đó, người nắm giữ 1,7% và giám đốc danh dự của Disney Roy E.Disney, người nắm giữ khoảng 1%.
Như một phần trong thỏa thuận, John Lasseter, khi đó là phó chủ tịch điều hành Pixar, trở thành giám đốc sáng tạo của cả Pixar và Walt Disney Animation Studios (bao gồm cả chi nhánh của nó, DisneyToon Studios), cũng như Cố vấn sáng tạo cấp cao tại Walt Disney Imagineering, nơi thiết kế và xây dựng các khu giải trí của Disney. Catmull tiếp tục vị trí chủ tịch tại Pixar, đồng thời trở thành chủ tịch của Walt Disney Animation Studios. Jobs từ bỏ các vị trí đang nắm giữ tại Pixar, thay vào đó là một vị trí trong ban giám đốc của Disney.
Sau khi thỏa thuận hoàn tất vào tháng 5, Lasseter tiết lộ rằng Iger đã nhận ra Disney cần phải mua Pixar khi xem một cuộc diễu hành trong lễ khai trương của Disneyland Hồng Kông vào tháng 9 năm 2005. Iger nhận thấy tất cả các nhân vật của Disney trong lễ diễu hành, không có nhân vật nào được Disney tạo ra trong vòng 10 năm trở lại, các nhân vật mới đều được sáng tạo bởi Pixar. Khi trở lại Burbank, Iger đã yêu cầu thực hiện một phân tích tài chính chứng thực việc mảng phim hoạt hình của Disney bị thua lỗ trong vòng một thập kỷ qua, sau đó trình bày những thông tin này trong buổi gặp mặt đầu tiên của ban giám đốc sau khi ông lên nắm giữ vị trí CEO. Ban giám đốc sau đó cho phép Iger nghiên cứu khả năng mua lại Pixar. Lasseter và Catmull ban đầu rất hoài nghi khi ý kiến Disney mua lại Pixar được đưa ra, tuy nhiên, Jobs đã đề nghị họ cho Iger một cơ hội (dựa trên kinh nghiệm cá nhân của ông sau khi đàm phán với Iger về bản quyền trong các chương trình củai đài ABC cho iPod Classic thế hệ thứ 5). Thêm vào đó, Iger đã thuyết phục họ rằng Disney thật sự muốn tập trung vào hoạt hình.

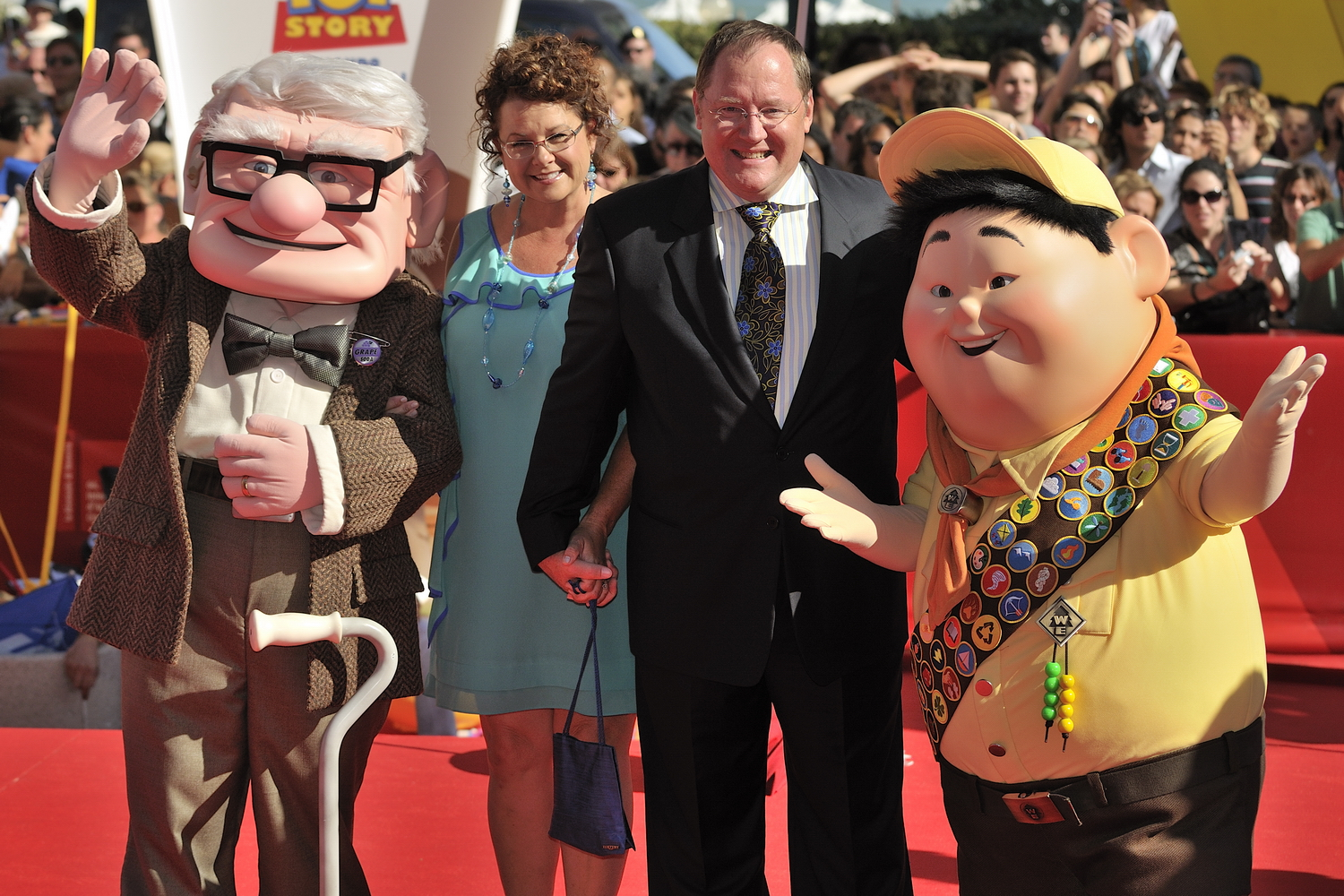
John Lasseter xuất hiện với nhân vật trong Vút bay tại liên hoan phim Venice năm 2009.

Việc Lasseter và Catmull quản lý cả hai xưởng hoạt hình Disney và Pixar không có nghĩa là chúng hợp nhất với nhau. Thực tế, một số điều kiện phụ đã được đưa vào thỏa thuận để đảm bảo rằng Pixar sẽ tiếp tục hoạt động như một đơn vị độc lập, mối lo ngại mà các nhà phân tích đã đưa ra trước đó về thỏa thuận của Disney. Một số điều kiện đó là cơ chế tuyển dụng của Pixar sẽ được giữ nguyên vẹn, bao gồm cả việc thiếu các hợp đồng tuyển dụng. Cái tên Pixar cũng được đảm bảo sẽ giữ nguyên, và hãng sẽ tiếp tục hoạt động tại trụ sở ở Emeryville, California. Cuối cùng, nhãn hiệu các bộ phim được tạo ra sau khi được mua lại sẽ là "Disney•Pixar" (Bắt đầu với Vương quốc xe hơi).
Jim Morris, nhà sản xuất của WALL-E, trở thành quản lý chung của Pixar. Tại vị trí mới này, Morris sẽ chịu trách nhiệm về hoạt động của các thiết bị và sản phẩm.
Sau vài năm, Lasseter và Catmull đã thành công trong việc đưa những nguyên lý cơ bản của Pixar Braintrust tới Disney, mặc dù các cuộc gặp mặt của Disney Story Trust có phần "lịch sự" hơn ở Pixar. Catmull sau đó giải thích rằng, sau khi sáp nhập, để duy trì nhận dạng và văn hóa riêng biệt giữa hai xưởng phim (bất chấp việc có chung chủ sở hữu và quản lý), ông và Lasseter đã vạch ra ranh giới rằng mỗi xưởng phim sẽ tự chịu trách nhiệm cho các dự án riêng và sẽ không được cho phép trao đổi nhân sự hay công việc cho nhau. Quy tắc này đảm bảo mỗi xưởng phim sẽ duy trì được tính sở hữu riêng với các dự án và có thể tự hào với sự lao động của riêng mình. Vì vậy, ví dụ như khi Pixar ra mắt Chú chuột đầu bếp (2007) và Disney ra mắt Bolt (2008), "không bên nào hỗ trợ bên nào" và mỗi xưởng phim được yêu cầu "tự giải quyết các vấn đề của riêng mình" ngay cả khi họ biết ai đó ở xưởng phim còn lại có thể giúp đỡ.

#### Mở rộng
Ngày 20 tháng 4 năm 2010, Pixar mở chi nhánh Pixar Canada ở khu trung tâm của Vancouver, British Columbia, Canada. Chi nhánh này đã sản xuất 7 phim ngắn dựa trên các nhân vật của Câu chuyện đồ chơi và Vương quốc xe hơi. Vào tháng 10 năm 2013, chi nhánh bị đóng cửa do việc chính quyền British Columbia cắt giảm các ưu đãi về tài chính.

## Trụ sở chính
Khi Steve Jobs, CEO của Apple Inc. và Pixar, cùng John Lasseter quyết định chuyển trụ sở của xưởng phim từ địa điểm đang thuê tại Point Richmond, California đến nơi lớn hơn và thuộc quyền sở hữu của Pixar, họ lựa chọn một vùng đất tại Emeryville, California, nơi từng thuộc về công ty thực phẩm Del Monte Foods. Tòa nhà đầu tiên trong khuôn viên trụ sở là một kiến trúc hiện đại được thiết kế bởi Bohlin Cywinski Jackson, với phần móng và trạm cung cấp điện đặc biệt có thể đảm bảo duy trì được quá trình sản xuất phim ngay cả khi xảy ra động đất lớn. Đặc tính của tòa nhà được thiết kế nhằm mục đích gợi nhớ lại thời kỳ công nghiệp trước đây của Emeryville.

## Các sản phẩm

### Phim dài đã phát hành
Cho đến nay, Pixar đã phát hành 16 bộ phim hoạt hình dài.

### Dự án phim dài sắp tới
Michael Wallis, người lồng tiếng nhân vật Sheriff trong serie phim Vương quốc xe hơi và một chuyên gia tư vấn về tuyến đường 66 cho hai phần phim đầu, trả lời phỏng vấn vào tháng 8 năm 2013 rằng Pixar sẽ làm tiếp phần ba, lấy bối cảnh tuyến đường quốc lộ 66 và 99; bộ phim sau đó được công bố sẽ phát hành vào ngày 16 tháng 6 năm 2017.
Tháng 4 năm 2012, Pixar công bố dự định của họ về việc làm một bộ phim lấy chủ đề về lễ hội Día de los Muertos của Mexico  được đạo diễn bởi Lee Unkrich. Bộ phim được lấy tên là Coco, và dự kiến phát hành vào ngày 22 tháng 11 năm 2017.
Câu chuyện đồ chơi 4 với John Lasseter làm đạo diễn được dự kiến sẽ phát hành vào 15 tháng 6 năm 2018.
Phần tiếp theo của Gia đình siêu nhân được công bố vào tháng 3 năm 2014, đạo diễn bởi Brad Bird và sẽ ra mắt vào 21 tháng 6 năm 2019.

### Phim ngắn
Pixar bắt đầu tạo ra các đoạn phim ngắn đầu tiên từ khi còn là một công ty phần cứng. Kể từ Đời con bọ, tất cả các bộ phim dài đều được chiếu kèm với một phim ngắn khi ra rạp. Bên cạnh đó, Pixar còn sản xuất các phim ngắn để chiếu trên truyền hình hoặc dành riêng cho các sản phẩm DVD/Blu-ray.

#### Chuyển thể lên truyền hình
Câu chuyện đồ chơi là bộ phim đầu tiên của Pixar được chuyển thể lên truyền hình, với seri phim Buzz Lightyear of Star Command. Vương quốc xe hơi là bộ phim tiếp theo với Cars Toon, một seri phim ngắn từ 3 đến 5 phút được chiếu xen kẽ giữa các chương trình hàng ngày trên kênh Disney Channel, có nhân vật chính là Mater. Năm 2013, Pixar ra mắt chương trình truyền hình đặc biệt đầu tiên, Toy Story of Terror!.

## Phong cách làm phim
Nguyên tắc đầu tiên trong sản xuất phim của Pixar là "Cốt truyện là vua". Giám đốc sáng tạo của Pixar, John Lasseter nói: "Công nghệ không phải là thứ làm hài lòng khán giả mà chính là cốt truyện. Khi bạn đi xem một bộ phim thật sự tuyệt vời, bạn không ra về mà nói rằng "máy quay phim Panavision mới thật đáng kinh ngạc, nó khiến cho bộ phim thật hay". Máy tính chỉ là công cụ, và nó phục vụ cho cốt truyện."

### Chủ đề và truyền thống
Trong một cuộc phỏng vấn với chương trình PBS, Lasseter nói rằng phim của Pixar tuân theo phương thức tự cải thiện giống như bản thân công ty từng trải qua: với sự giúp đỡ của bạn bè hoặc gia đình, một nhân vật mạo hiểm tiến vào thế giới thực và học cách trân trọng bạn bè và gia đình. Tại phần cốt lõi, Lasseter nói: "Nó cần phải là sự trưởng thành của nhân vật chính và anh ta đã thay đổi như thế nào."
Một truyền thống đặc biệt xuất hiện trong tất cả các phim hoạt hình mà Pixar sản xuất cho Disney - đó là John Ratzenberger tham gia lồng tiếng từ "Câu chuyện đồ chơi" cho đến "Lò đào tạo quái vật". Pixar vinh danh "bùa may mắn" của họ trong phần credit cuối phim "Vương quốc xe hơi" với một đoạn hài giữa 3 nhân vật từng được Ratzenberger lồng tiếng. Câu thoại trong phần kết của ông là "Cái này là loại sản phẩm giảm giá gì vậy?"
Một truyền thống khác đó là việc sử dụng lặp đi lặp lại ký hiệu A113, chiếc xe Pizza Planet và quả bóng Luxo. Chúng xuất hiện trong hầu hết các phim của Pixar. A113 là phòng học tại CalArts mà một số thành viên của Pixar như John Lasseter hay Brad Bird từng học. Pizza Planet là một chiếc xe bán tải xuất hiện lần đầu trong Toy Story. Quả bóng Luxo, có màu vàng với một đường sọc xanh da trời và một ngôi sao đỏ, xuất hiện trong phim ngắn đầu tiên của Pixar, Luxo, Jr..
Do những chi tiết thường xuất hiện trong các bộ phim, như những loại động vật giống người hay những quả trứng phục sinh được phát hiện bởi người hâm mộ, năm 2013, một bài viết trên blog có tên "Thuyết Pixar" đã được ra mắt với luận điểm rằng tất cả các nhân vật trong thế giới của Pixar đều liên quan đến nhau.

### Sản xuất các phần tiếp theo
Câu chuyện đồ chơi chơi 2 ban đầu được đặt hàng bởi Disney dưới dạng phim video dài 60 phút. Bày tỏ sự nghi ngờ về chất lượng của sản phẩm sẽ được tạo ra, John Lasseter thuyết phục đội ngũ tại Pixar biến bộ phim trở thành phim hoạt hình dài thứ ba của hãng.
Sau sự ra mắt của Câu chuyện đồ chơi 2 vào năm 1999, Pixar và Disney có một thỏa thuận không chính thức về việc Disney sẽ không làm bất cứ phần tiếp theo nào mà không có sự tham gia của Pixar, cho dù họ có quyền làm như vậy. Vào năm 2004, sau khi Disney và Pixar không thể thống nhất được thỏa thuận mới, Disney thông báo kế hoạch sản xuất các phần tiếp theo mà không có Pixar, bắt đầu giai đoạn tiền sản xuất Câu chuyện đồ chơi 3 với chi nhánh phim hoạt hình đồ họa mới được thành lập, Circle 7 Animation. Mặc dù vậy, khi Lasseter lên lãnh đạo các xưởng hoạt hình của Disney và Pixar sau vụ sáp nhập năm 2006, ông hoãn toàn bộ việc sản xuất các phần tiếp theo và Câu chuyện đồ chơi 3 bị dừng sản xuất. Tháng 5 năm 2006, dự án Câu chuyện đồ chơi 3 được đưa lại giai đoạn tiền sản xuất, với cốt truyện mới và sản xuất bởi Pixar. Bộ phim được ra mắt vào 18 tháng 6 năm 2010.
Không lâu sau sự hồi sinh của Câu chuyện đồ chơi 3, Lasseter kích thích những suy đoán xung quanh các phần tiếp theo trong tương lai bằng phát biểu: "Nếu chúng tôi có một câu chuyện hay, chúng tôi sẽ làm phần tiếp". Vương quốc xe hơi 2, phần tiếp đầu tiên không liên quan đến Câu chuyện đồ chơi, được thông báo chính thức vào tháng 4 năm 2008 và ra mắt vào 24 tháng 6 năm 2011. Lò đào tạo quái vật, phần tiền truyện của Công ty quái vật, được công bố vào tháng 4 năm 2010 và ban đầu được dự định ra mắt vào tháng 11 năm 2012; ngày phát hành cuối cùng được hoãn đến 21 tháng 6 năm 2013, do sự thành công trước đó của Pixar khi ra mắt phim vào mùa hè, theo lời một quản lý ở Disney. Vào tháng 6 năm 2011, Tom Hanks, người lồng tiếng cho nhân vật Woody trong Câu chuyện đồ chơi, tiết lộ rằng Câu chuyện đồ chơi 4 đang trong quá trình sản xuất, tuy vậy điều này không được xác nhận bởi Pixar. Vào tháng 4 năm 2013, phần tiếp của Đi tìm Nemo, Đi tìm Dory, được thông báo ra mắt vào 17 tháng 6 năm 2016. Tháng 3 năm 2014, Gia đình siêu nhân 2 và Vương quốc xe hơi 3 được thông báo đang trong giai đoạn phát triển. Tháng 11 năm 2014, Câu chuyện đồ chơi 4 được xác nhận đang được lên kế hoạch với John Lasseter làm đạo diễn. Trong một cuộc phỏng vấn, Lasseter nói: "Nhiều người trong ngành công nghiệp coi việc chúng tôi sản xuất các phần tiếp theo là chạy theo lợi nhuận, nhưng với chúng tôi, đó thuần túy là đam mê."
Chủ tịch của Pixar Ed Catmull cho biết Pixar sẽ sản xuất một bộ phim nguyên bản vào mỗi năm và các phần tiếp theo vào các năm kế tiếp, một phần của kế hoạch ra mắt "một phim rưỡi mỗi năm".

### Hoạt hình kết hợp với live-action
Tất cả phim của Pixar cho đến nay đều làm hoàn toàn dưới dạng phim hoạt hình máy tính, ngoại trừ "Rôbốt biết yêu", do bộ phim có sử dụng một số phân cảnh có người thật. 1906, bộ phim có người thật đóng của đạo diễn Brad Bird dựa trên kịch bản và tiểu thuyết của James Dalessandro kể về trận động đất năm 1906 tại San Francisco, đã từng được phát triển nhưng sau đó bị dừng lại bởi Brad Bird và Pixar. Bird nói ông từng "có hứng thú chuyển sang thể loại phim người đóng với một vài dự án" trong khi vẫn "tiếp tục ở lại Pixar bởi nó là môi trường rất thoải mái để làm việc."

## Triển lãm
Từ tháng 12 năm 2005, Pixar đã tổ chức các buổi triển lãm tôn vinh nghệ thuật và các nghệ sĩ ở Pixar trong 20 năm đầu tiên của họ trong lĩnh vực hoạt hình.

### Pixar: 20 Years of Animation
Pixar kỷ niệm 20 năm hoạt động trong lĩnh vực hoạt hình vào năm 2006 với sự ra mắt của bộ phim thứ 7, Vương quốc xe hơi, và tổ chức hai triển lãm, từ tháng tư đến tháng 6 năm 2010, tại trung tâm khoa học Singapore ở Jurong East, Singapore và Bảo tàng nghệ thuật Luân Đôn. Đây là lần đầu tiên họ tổ chức triển lãm tại Singapore.
Những điểm nổi bật của cuộc triển lãm bao gồm những bản phác thảo của nhiều sản phẩm của Pixar, các tác phẩm điêu khắc các nhân vật, và một buổi trình diễn phiên bản 3D các hiện vật trong triển lãm, được tạo nên bởi 4 máy chiếu. Một điểm nhấn khác là Zoetrope, nơi các khách tham quan được quan sát các bức tượng các nhân vật trong Câu chuyện đồ chơi được hoạt hình hóa trong đời thật.

### Pixar: 25 Years of Animation
Pixar kỷ niệm 25 năm trong lĩnh vực hoạt hình vào năm 2011 với sự ra mắt của bộ phim thứ 12, Vương quốc xe hơi 2. Pixar đã tiến hành lễ kỷ niệm 20 năm với bộ phim Vương quốc xe hơi đầu tiên. Triển lãm kỷ niệm 25 năm được tổ chức tại bảo tàng Oakland của California từ tháng 7 năm 2010 đến tháng 1 năm 2011. Triển lãm được ra mắt ở Hong Kong, tại bảo tàng di sản Hong Kong ở Sha Tin, từ 27 tháng 3 đến 11 tháng 7 năm 2011. Năm 2013 triển lãm được tổ chức ở hội trợ EXPO tại Amsterdam, Hà Lan. Ngày 16 tháng 11 năm 2013, cuộc triển lãm di chuyển đến bảo tàng nghệ thuật Ludique tại Paris, Pháp với lịch trình từ ngày 2 tháng 3 năm 2014. Sau đó, cuộc triển lãm sẽ di chuyển tới 3 thành phố của Tây Ban Nha trong năm 2014: Madrid (tổ chức tại CaixaForum từ 21 tháng 3 đến 22 tháng 6), Barcelona và Zaragoza.
Pixar: 25 Years of Animation bao gồm tất cả các tác phẩm từ Pixar: 20 Years of Animation, cộng thêm Ratatouille, WALL-E, Up, và Toy Story 3.